# Pupuke (rivière)
La rivière Pupuke  (anglais : Pupuke River) est une rivière du district de Far North dans la région du  Northland dans l'île du Nord de la Nouvelle-Zélande. 

## Géographie
Elle s’écoule vers le nord-est pour atteindre l'extrémité sud du mouillage de Whangaroa harbour (en) à 8 km au nord-ouest de la ville de Kaeo.